# نشان استرالیا

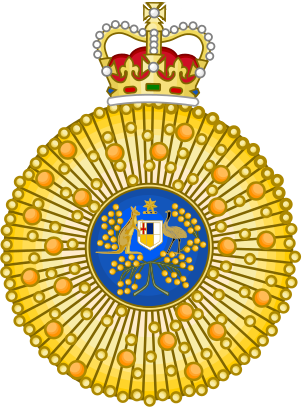
نشان استرالیا

نشان استرالیا (به انگلیسی: Order of Australia) عالی‌ترین نشانِ استرالیا است. این نشان جنبه موروثی ندارد و به مشاهیر آن کشور اهدا می‌شود.

## مقام شوالیه
در تاریخ ۲ نوامبر ۲۰۱۵، مالکوم ترنبول، نخست‌وزیر استرالیا اعلام کرد که مقام شوالیه که در ساختار عنوان‌های افتخاری آن کشور، بالاترین نشان استرالیا بود، از ساختار اعطای عنوان‌های افتخاری استرالیا حذف شده است.